# Орубица (Давор)
Орубица је насељено место у саставу општине Давор у Бродско-посавској жупанији, Република Хрватска.

## Историја
До територијалне реорганизације у Хрватској налазила се у саставу старе општине Нова Градишка.

## Становништво
На попису становништва 2011. године, Орубица је имала 633 становника.

## Попис1991.
На попису становништва 1991. године, насељено место Орубица је имало 855 становника, следећег националног састава:
| Попис 1991.‍  | Попис 1991.‍  | Попис 1991.‍ | Попис 1991.‍ | Попис 1991.‍ |
| ------------ | ------------ | ----------- | ----------- | ----------- |
|              |              |             |             |             |
| Хрвати       | Хрвати       |             | 837         | 97,89%      |
| Срби         | Срби         |             | 5           | 0,58%       |
| Муслимани    | Муслимани    |             | 1           | 0,11%       |
| Пољаци       | Пољаци       |             | 1           | 0,11%       |
| Словаци      | Словаци      |             | 1           | 0,11%       |
| Чеси         | Чеси         |             | 1           | 0,11%       |
| неопредељени | неопредељени |             | 3           | 0,35%       |
| непознато    | непознато    |             | 6           | 0,70%       |
| укупно: 855  |              |             |             |             |